# Henryk Wieczorek
Henryk Piotr Wieczorek (* 14. Dezember 1949 in Chorzów, Polen) ist ein ehemaliger polnischer Fußballspieler.

## Karriere
Henryk Wieczorek begann seine Karriere in der Jugendmannschaft des Vereins Stadion Śląski in seiner Heimatstadt. 1968 verpflichtete ihn ROW Rybnik, wo er die folgenden fünf Jahre spielte.
1973 wechselte er zu Górnik Zabrze. Für diesen Verein absolvierte er 185 Ligaspiele, in denen er achtzehn Tore erzielte. 1980 ging er nach Frankreich zu AJ Auxerre, wo er in zwei Spielzeiten zu einundsechzig Einsätzen kam.
Im Sommer 1982 wechselte er dann zum französischen Verein US Melun, wo er 1986 seine Profikarriere beendete.
Wieczorek wurde 17-mal in die polnische Nationalmannschaft berufen, für die er zwei Tore erzielte.
Bei der Fußball-Weltmeisterschaft 1974 und den Olympischen Spielen 1976 gehörte Wieczorek zum Kader der polnischen Mannschaft.

## Erfolge
- WM-Teilnahme 1974 (3. Platz)
- Olympische Silbermedaille 1976